# Krigsskadeståndsskonare

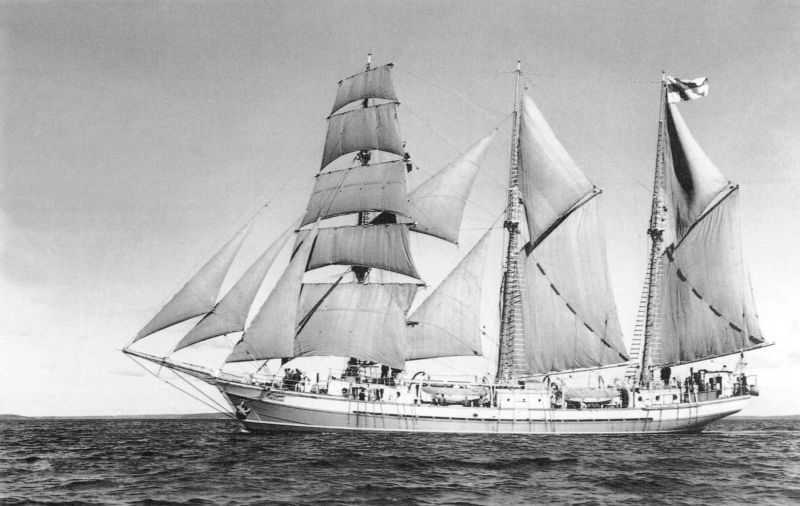
Skolfartyget och skonaren S/S Meridianas, sjösatt 1948 på Laivateollisuus

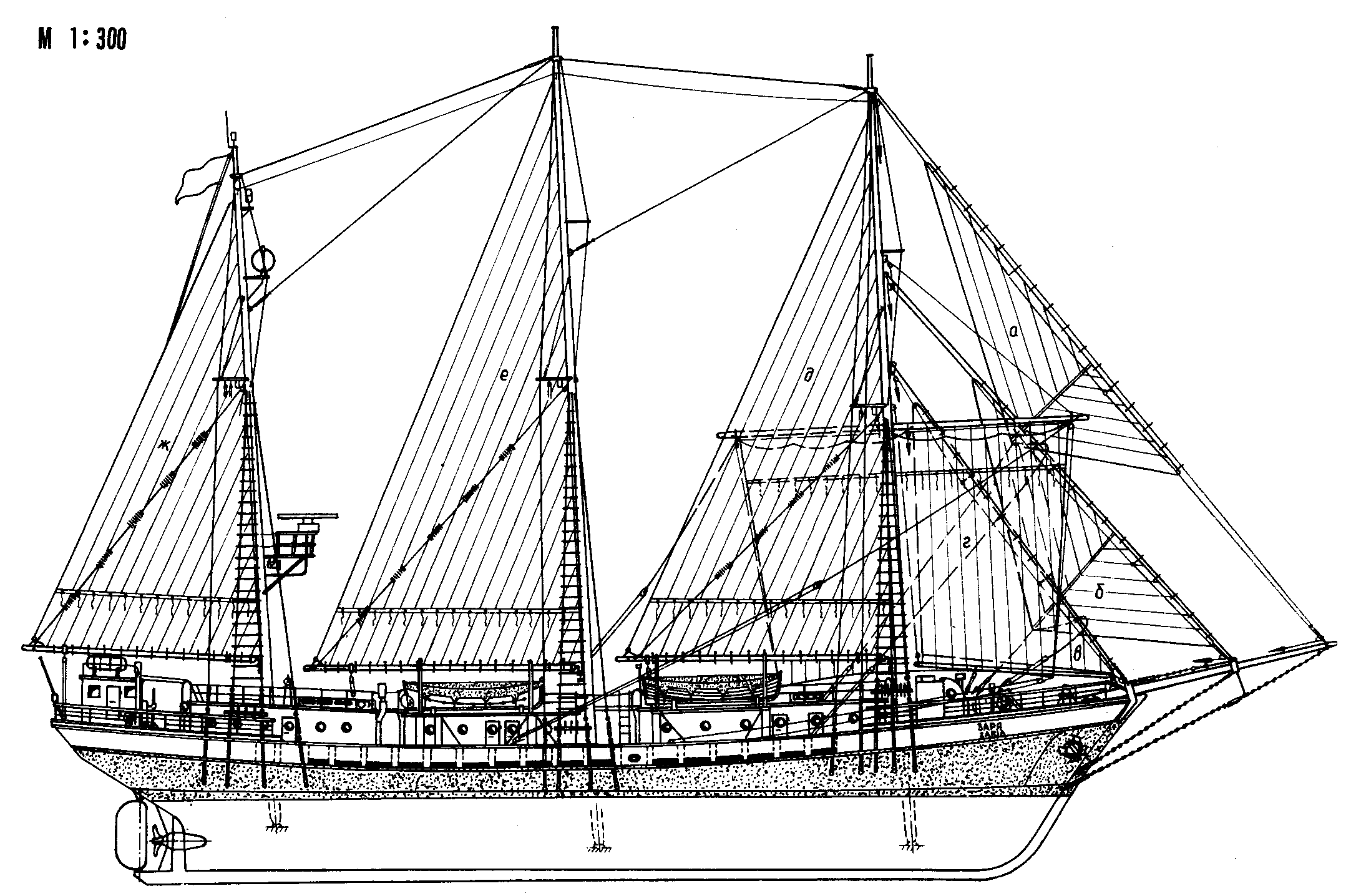
Forskningsfartyget Zarja, levererad av Laivateollisuus 1952

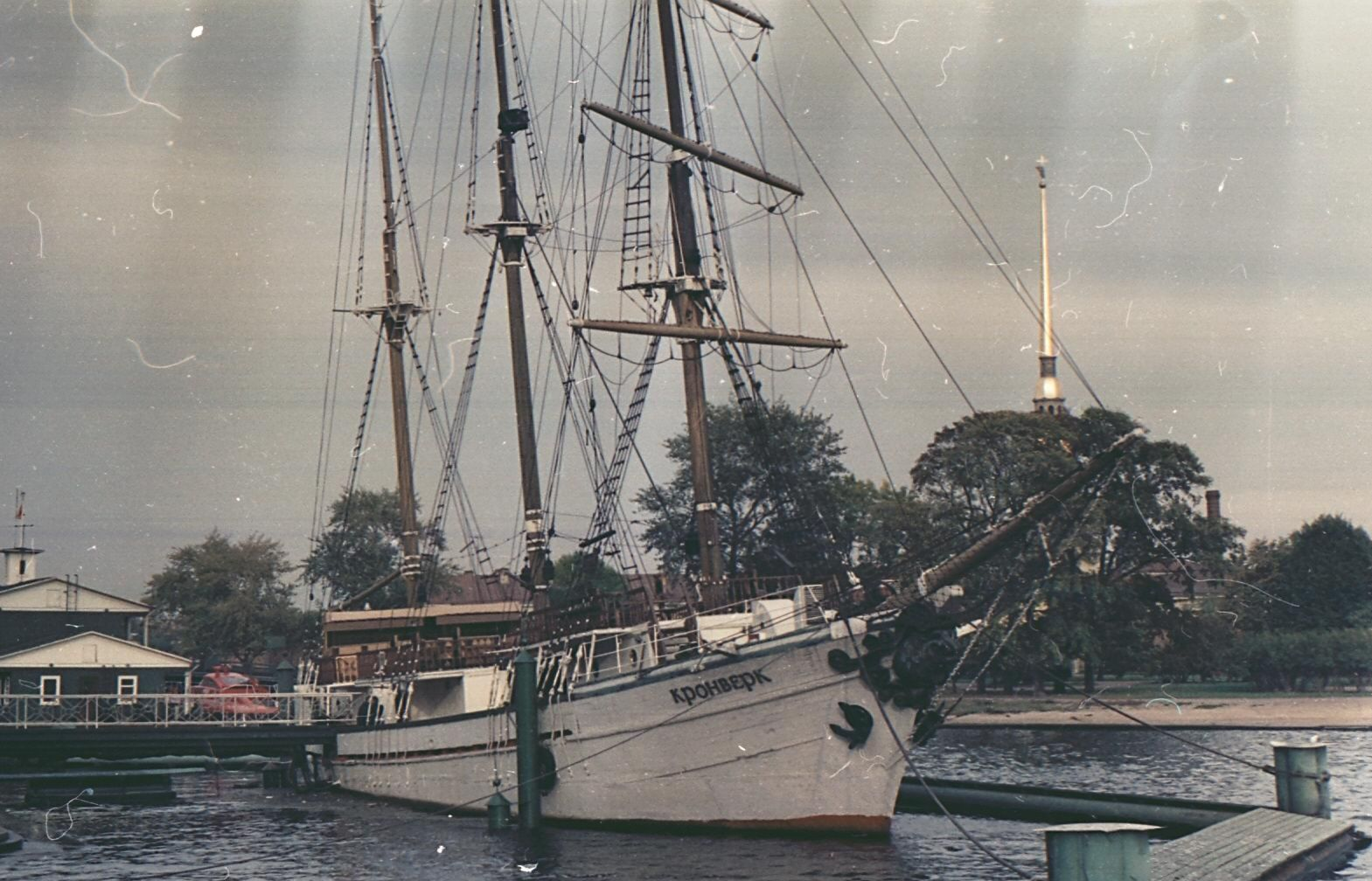
Skolfartyget och skonaren Sirius, numera Kronverk, levererad av Laivateollisuus 1948

Krigsskadeståndsskonare var ett begrepp för ett antal segelfartyg, som tillverkades i Finland efter Fortsättningskriget och levererades fram till 1952 till Sovjetunionen som en del av Finlands krigsskadestånd.

## Krigsskadeståndet
Huvudartikel: Finlands krigsskadestånd
Enligt mellanfreden i Moskva den 19 september 1944 efter Fortsättningskriget hade Finland att inom sex år erlägga krigsskadestånd i varor till ett i förhand bestämt värde. Leveranserna skulle ske efter ett fastställt tidsschema.
Villkoren preciserades i december 1944 i ett protokoll, som undertecknades av statmiminister Juho Kusti Paasikivi och ordföranden för Den allierade kontrollkommissionen i Helsingfors för kontroll av mellanfreden, Andrej Zjdanov. I det avtalade leveransprogrammet ingick 50 skonare, byggda i trä.
För att klara produktionen måste landets varvskapacitet utökas, bland annat genom grundandet av Oy Laivateollisuus Ab ("skeppsindustri") i Åbo och F.W. Hollming Oy i Raumo för att tillverka skadeståndsprogrammets träfartygsdel.

## Skonarna
Leveransprogrammet avsåg 91 tremastade skonare, huvudsakligen fraktfartyg och skolfartyg, på ungefär 300 ton dödvikt och med en segelyta på 822–840 m². Lastutrymmet var 525 m³. Fartygen var 49,25 meter långa och 8,75 meter breda. 
Fartygen hade tändkulemotorer. De först levererade fartygen hade motorer från June-Munktell på 285 hästkrafter, varefter varven från 1948 efter hand övergick till motorer av typ Siuro, som tillverkades av  Valmet- på licens  från  brittiska Mirrlees, Bickerton and Day Ltd. 
Hollming byggde fartyg på traditionellt sätt, medan Laivateollisuus tog steg för att öka produktiviteten. Den tekniske chefen Jarl Lindblom införde serieproduktion. Fartygen tillverkades till stor del inomhus i en 188 meter lång och 14 meter hög trevånings fabrikslänga med två produktionslinjer, på vilka åtta fartyg var under tillverkning samtidigt. Laivateollisuus första skonare levererades den 31 december 1947 och så småningom sjösattes en skonare var tredje vecka. Normal produktionstid var 14–15 månader. Laivateollisuus tillverkade 15 skolfartyg och 30 fraktfartyg.
Idag finns endast två skonare kvar. Meridianas i Klaipeda i Litauen, vilken fungerar som restaurangfartyg, och Vega, som är uppställd i en utställningshall i Gamla hamn i Jakobstad.

## Forskningsfartyget Zarja
Den sist levererade krigsskadeståndsskonaren var det icke–magnetiska forskningsfartyget Zarja. Hon var utrustad med laboratorier och fick smeknamnet "Guldskonaren" mot bakgrund av att hon var det fartyg som hade högst produktionskostnad. Hennes ankare var gjutet i en bronslegering av en viss sort och dess 375 meter långa kätting tillverkad av kiselbrons. Också knapar och roder var av brons, och barlasten var av rent bly. Zarja levererades den 19 september 1952, varefter denna del av skadeståndsskyldigheten var avklarad.